# 100 metri ostacoli
I 100 metri ad ostacoli sono una specialità esclusivamente femminile dell'atletica leggera; fa parte del programma olimpico dal 1972, precedentemente dai Giochi olimpici di Los Angeles 1932 a quelli di Città del Messico 1968 si era disputata la gara degli 80 metri ad ostacoli.

## Caratteristiche
Gli ostacoli sono dieci per ogni concorrente ed hanno un'altezza di 0,84 m. Il primo ostacolo è posto a 13 m dalla linea di partenza, i successivi nove sono posti a 8,50 m di distanza l'uno dall'altro, l'ultimo ostacolo è posto a 10,50 metri dalla linea del traguardo.
Il regolamento sancisce che:
- Il concorrente deve rimanere sempre nella propria corsia.
- Il concorrente deve superare l'ostacolo sopra il suo piano orizzontale e all'interno della propria corsia.
- Il concorrente che abbatta volontariamente un ostacolo, con le mani o con i piedi, deve essere squalificato.
- Nel rispetto del regolamento, l'abbattimento di ostacoli non comporta la squalifica.

Abbattere gli ostacoli involontariamente non comporta alcuna penalità ma rallenta l'azione dell'atleta e rischia di fargli perdere l'equilibrio e la continuità della corsa.
I 100 metri ostacoli sono una delle discipline dell'eptathlon femminile. Assieme ai 60 metri ostacoli (specialità indoor) e ai 110 metri ostacoli (specialità maschile), i 100 metri ostacoli vengono colloquialmente chiamati "ostacoli alti", in contrapposizione agli "ostacoli bassi" dei 400 metri ostacoli che utilizzano barriere poste ad un'altezza inferiore.
In passato, le donne gareggiavano sulla misura di 80 metri. È su questa distanza che Ondina Valla, ai Giochi di Berlino 1936, vinse la prima medaglia d'oro olimpica assegnata ad un'atleta italiana, stabilendo anche il record mondiale.

## Record

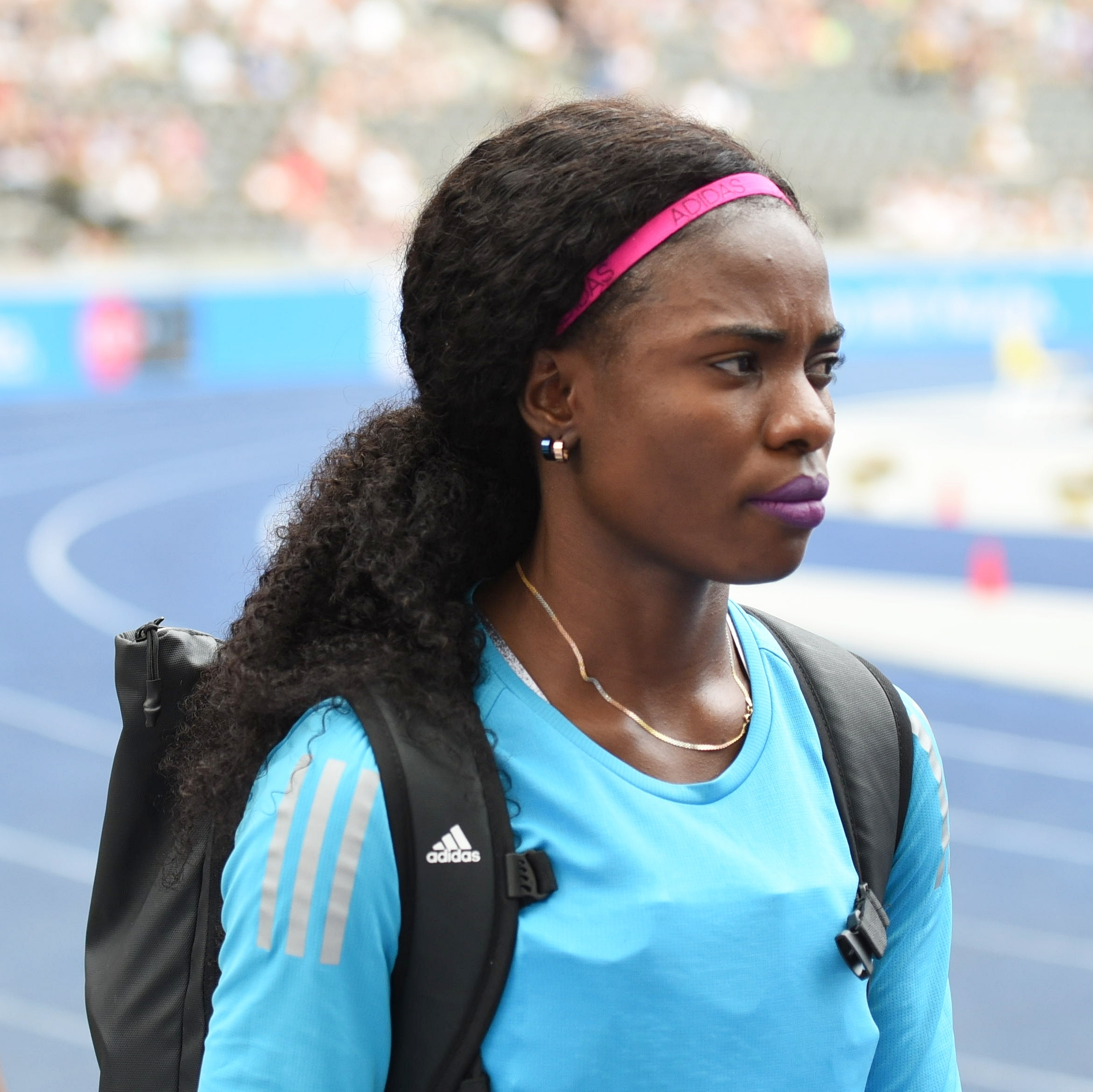
Tobi Amusan, detentrice del record mondiale di specialità

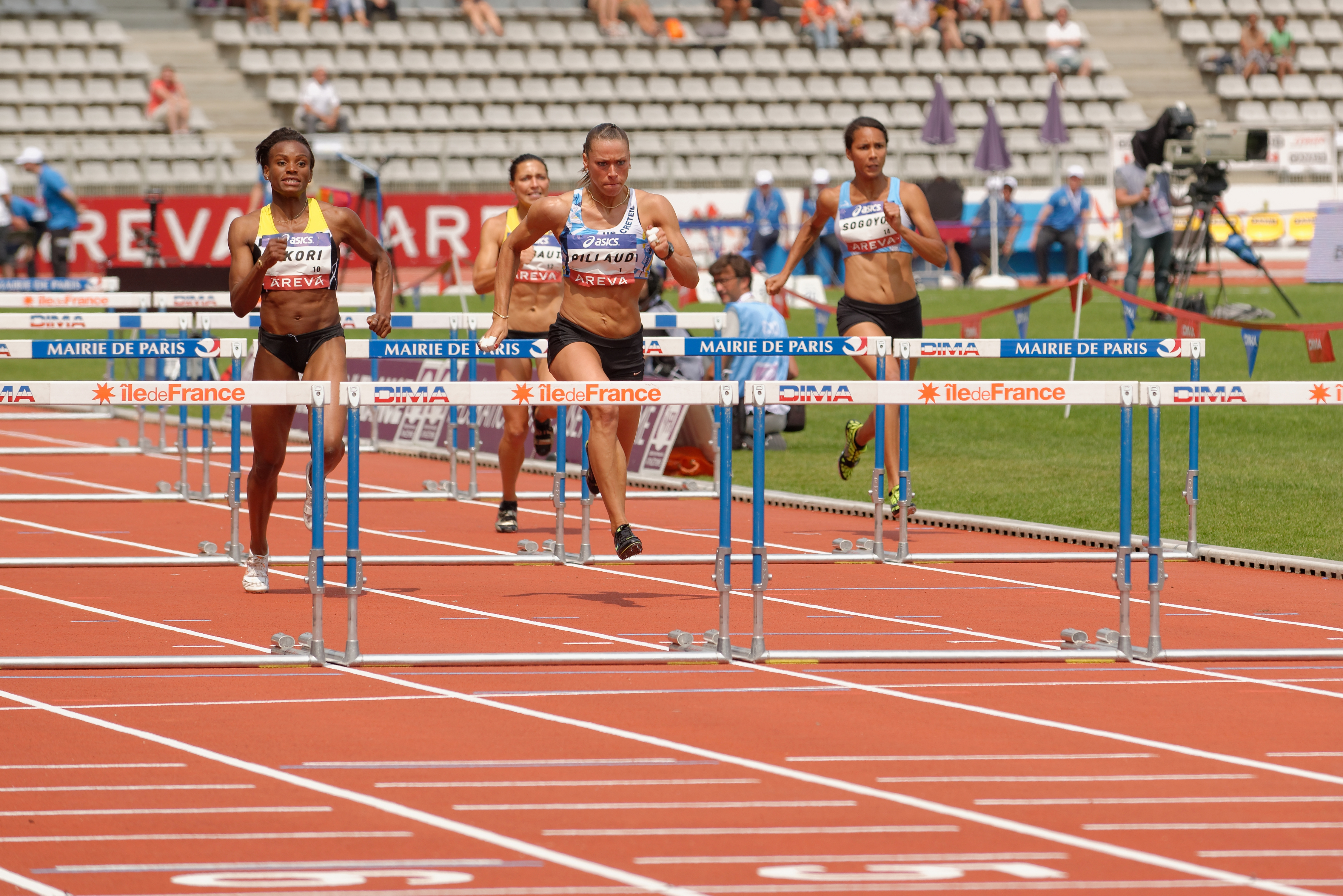
Una fase di gara durante i campionati francesi del 2013

L'attuale record mondiale della specialità è detenuto dalla nigeriana Tobi Amusan con il tempo di 12"12, stabilito il 24 luglio 2022 a Eugene, negli Stati Uniti d'America.
Statistiche aggiornate al 27 settembre 2024.
|                             | Tempo            | Atleta                  | Luogo        | Data             |
| --------------------------- | ---------------- | ----------------------- | ------------ | ---------------- |
| Record mondiale             | 12"12 (+0,9 m/s) | Tobi Amusan             | Eugene       | 24 luglio 2022   |
| Record olimpico             | 12"26 (-0,2 m/s) | Jasmine Camacho-Quinn   | Tokyo        | 1º agosto 2021   |
| Record africano             | 12"12 (+0,9 m/s) | Tobi Amusan             | Eugene       | 24 luglio 2022   |
| Record asiatico             | 12"44 (-0,8 m/s) | Ol'ga Şişigina          | Lucerna      | 27 giugno 1995   |
| Record europeo              | 12"21 (+0,7 m/s) | Jordanka Donkova        | Stara Zagora | 20 agosto 1988   |
| Record nord-centroamericano | 12"20 (+0,3 m/s) | Kendra Harrison         | Londra       | 22 luglio 2016   |
| Record oceaniano            | 12"28 (+1,1 m/s) | Sally Pearson           | Taegu        | 3 settembre 2011 |
| Record sudamericano         | 12"49 (+1,3 m/s) | Maribel Vanessa Caicedo | Fayetteville | 23 maggio 2024   |
| Record nazionale            | 12"69 (+1,4 m/s) | Giada Carmassi          | Stoccolma    | 15 giugno 2025   |

Legenda:
: record mondiale
: record olimpico
: record africano
: record asiatico
: record europeo
: record nord-centroamericano e caraibico
: record oceaniano
: record sudamericano
: record italiano

## Migliori atlete
Statistiche aggiornate al 27 settembre 2024.
|     | Tempo            | Atleta                | Luogo        | Data             |
| --- | ---------------- | --------------------- | ------------ | ---------------- |
| 1.  | 12"12 (+0,9 m/s) | Tobi Amusan           | Eugene       | 24 luglio 2022   |
| 2.  | 12"20 (+0,3 m/s) | Kendra Harrison       | Londra       | 22 luglio 2016   |
| 3.  | 12"21 (+0,7 m/s) | Jordanka Donkova      | Stara Zagora | 20 agosto 1988   |
| 4.  | 12"24 (-0,4 m/s) | Ackera Nugent         | Roma         | 30 agosto 2024   |
| 5.  | 12"25 (+1,4 m/s) | Ginka Zagorčeva       | Drama        | 8 agosto 1987    |
| 5.  | 12"25 (+0,7 m/s) | Masai Russell         | Eugene       | 30 giugno 2024   |
| 7.  | 12"26 (+1,7 m/s) | Ludmila Engquist      | Siviglia     | 6 giugno 1992    |
| 7.  | 12"26 (+1,2 m/s) | Brianna McNeal        | Des Moines   | 22 giugno 2013   |
| 7.  | 12"26 (-0,2 m/s) | Jasmine Camacho-Quinn | Tokyo        | 1º agosto 2021   |
| 10. | 12"28 (+1,1 m/s) | Sally Pearson         | Daegu        | 3 settembre 2011 |